# Bãi Đá Bắc
Cụm Đá Bắc hay bãi Đá Bắc là một vùng rạn san hô thuộc cụm Bình Nguyên của quần đảo Trường Sa. Theo Trần Công Trục (2012), khu vực cụm Đá Bắc gồm đá Cỏ My và đá Gò Già. Vùng này nằm về phía đông cụm Hồ Tràm và ở cực nam của bãi Cỏ Rong.
Cụm Đá Bắc là đối tượng tranh chấp giữa Việt Nam, Đài Loan, Philippines và Trung Quốc. Hiện chưa rõ nước nào thực sự kiểm soát rạn san hô này.